# 蘇格蘭中部地帶
蘇格蘭中部地帶（Central Belt）是蘇格蘭人口最密集的地區，在約1萬平方公里的地區居住了約350萬人，包括大格拉斯哥、艾爾郡、福爾柯克、愛丁堡、洛錫安、法夫等地。蘇格蘭中部地帶在地理位置上並非位於蘇格蘭中心，但這一名詞被各政府機構、警察、非政府機構廣泛使用。蘇格蘭中部地帶的北側是蘇格蘭高地，南側是南部高地。更大的中部地帶的定義還包括了艾爾郡、法夫、中洛錫安、東洛錫安等地。這一定義包括了除了北部的阿伯丁和因威內斯外蘇格蘭全部主要城市。